# Pebrassa vellutada

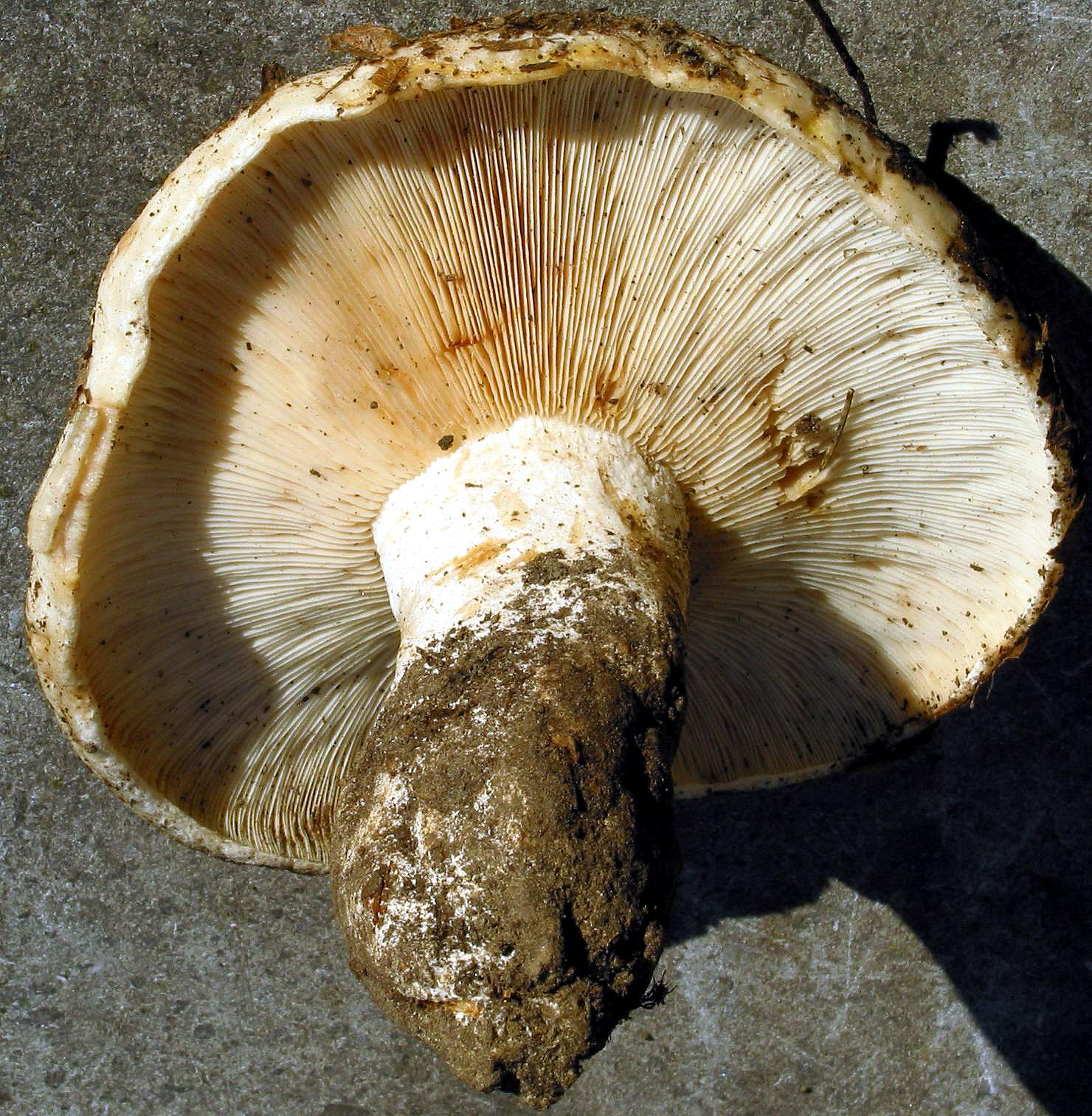
Exemplar trobat a Bèlgica.

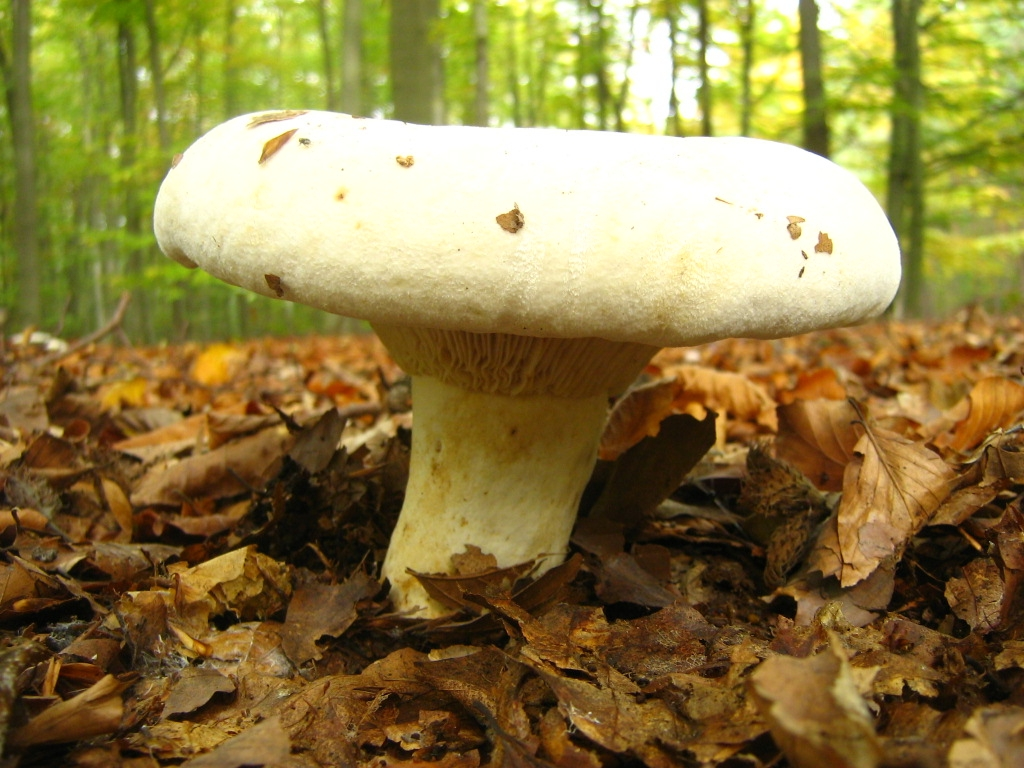
Exemplar fotografiat a Brandenburg.

La pebrassa vellutada, pebràs lleter o terrandòs ver (Lactarius vellereus) és una espècie de fong de l'ordre dels russulals (Russulales).

## Descripció
- Barret adult de color blanc de 10 a 25 cm de diàmetre, amb clara depressió central, en forma d'embut.
- Superfície vellutada, de blanca a cremosa.
- Làmines espaiades, de color blanc al principi però que enfosqueixen a poc a poc fins a prendre un color ocre a la maduresa.
- Cama curta (entre 4 i 7 cm de longitud), de 2-4 cm de diàmetre i del mateix color del barret. Més estreta a la base.
- Carn de sabor coent, compacta i blanca. Pren un color groguenc en contacte amb l'aire.
- Làtex blanc i de sabor coent (n'hi ha prou amb una sola gota sobre la punta de la llengua per irritar les mucoses de la boca).
- Esporada blanca.[3][4][5][6]

## Varietats
- Lactarius vellereus var. hometii (Gillet) Boud
- Lactarius vellereus var. quéletii J. Blum
- Lactarius vellereus var. vellereus (Fr.) Fr., 1838[7]

## Hàbitat
Fructifica a la tardor a tota mena de boscos, sobretot a prop de planifolis (principalment, faigs) i de coníferes.

## Distribució geogràfica
Es troba a Europa i Nord-amèrica.

## Comestibilitat
És un bolet comestible (sempre que s'hagi eliminat el làtex per cocció) però de poca qualitat a causa del seu sabor fort i irritant. Tanmateix, a Rússia es consumeix rostit.

## Espècies semblants
Es pot confondre amb Lactarius bertillonii però se'n diferencia perquè, aquest darrer, té un làtex que aviat vira a groc i és d'una picantor gairebé insuportable.